# ريغي ييتس
ريغي ييتس (بالإنجليزية: Reggie Yates)‏ هو مذيع وممثل بريطاني، ولد في 31 مايو 1983 في المملكة المتحدة.

## وصلات خارجية
- ريغي ييتس على موقع IMDb (الإنجليزية)
- ريغي ييتس على موقع ميوزك برينز (الإنجليزية)
- ريغي ييتس على موقع قاعدة بيانات الفيلم (الإنجليزية)